# IBM 7 track
 (avril 2023).
Si vous disposez d'ouvrages ou d'articles de référence ou si vous connaissez des sites web de qualité traitant du thème abordé ici, merci de compléter l'article en donnant les références utiles à sa vérifiabilité et en les liant à la section « Notes et références ».

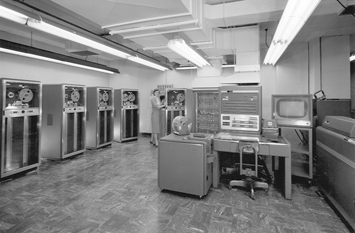
Un ordinateur IBM 704 avec sur la gauche des lecteurs de bande IBM 727 lisant des 7 track.

IBM 7 track est le premier système de stockage magnétique d'IBM.
Commercialisé à partir du 21 mai 1952, ce support se présente sous la forme d'une bande magnétique de 1/2 pouce de large, composée en largeur de six piste de données et une de parité. Chaque caractère est codé sur six bits, avec une densité initiale de 100 caractères par pouce, qui avec les améliorations successives est passé à 200, 556 puis 800 caractères par pouce.